# Ordonho IV de Leão
Ordonho IV de Leão, dito o Mau (c. 925 - Córdova, 960 ou 962), foi rei de Leão entre 958 e 960, estando o seu reinado intercalado entre os dois períodos de governação de Sancho I. Ao que parece, seria filho de Afonso Froilaz (ou talvez mais provavelmente de Afonso IV de Leão), tendo sido proclamado rei pelos nobres que deixaram de prestar vassalagem a Sancho I após a sua derrota ante os muçulmanos do Califado de Córdova. A rainha Toda de Navarra, avó de Sancho, solicitou o apoio de Abederramão III, califa de Córdova, em troca de dez fortalezas. O califa enviou então um exército que pôs cerco a Zamora e obrigou Ordonho a fugir para as Astúrias. Sancho I reentrou triunfante em Leão (960) e Ordonho, abandonado por todos, fugiu, ironicamente, para Córdova, morrendo pouco depois.